# She Wants to Move
"She Wants to Move" é uma canção escrita por Chad Hugo e Pharrell Williams, gravada pela banda N.E.R.D. O videoclipe conta com a participação de Alesha Dixon.
É o primeiro single do segundo álbum de estúdio da banda, Fly or Die, lançado a 23 de março de 2004, .

## Paradas
| Parada (2004)                                    | Posições |
| ------------------------------------------------ | -------- |
| Estados Unidos - Billboard Dance/Club Play Songs | 6        |
| Estados Unidos - Billboard R&B/Hip-Hop Songs     | 69       |